# Tour der British Lions nach Argentinien 1936
| Tour der British Lions nach Argentinien 1936 | Tour der British Lions nach Argentinien 1936 | Tour der British Lions nach Argentinien 1936 | Tour der British Lions nach Argentinien 1936 | Tour der British Lions nach Argentinien 1936 |
| Übersicht                                    | S                                            | G                                            | U                                            | N                                            |
| -------------------------------------------- | -------------------------------------------- | -------------------------------------------- | -------------------------------------------- | -------------------------------------------- |
| Sonstige Spiele                              | 10                                           | 10                                           | 0                                            | 0                                            |
| Gesamt                                       | 10                                           | 10                                           | 0                                            | 0                                            |
|                                              |                                              |                                              |                                              |                                              |
| Argentinien                                  | 01                                           | 01                                           | 0                                            | 0                                            |

Die Tour der British Lions nach Argentinien 1936 war eine Rugby-Union-Tour der damals noch inoffiziell als British Lions bezeichneten Auswahlmannschaft (heute British and Irish Lions). Sie reiste im Juli und August 1927 durch Argentinien und bestritt während dieser Zeit zehn Spiele. Darunter war auch ein Spiel gegen die argentinische Nationalmannschaft, das trotz der Genehmigung der Tour durch das International Rugby Board (IRB) nicht als Test Match zählte. Die Briten entschieden sämtliche Partien für sich.
Es handelte sich um die bisher letzte Tour der Lions in das südamerikanische Land. Der ehemalige Spieler Douglas Prentice, der die Mannschaft 1930 auf der 1930er-Tour nach Neuseeland und Australien angeführt hatte und nun als Tourmanager tätig war, reiste mit 23 Spielern an. Die Mannschaft setzte sich aus Engländern, Schotten und Iren zusammen. Hingegen waren keine Waliser dabei, obschon die walisische Nationalmannschaft in jenem Jahr die Home Nations Championship gewonnen hatte. Die Briten spielten nur ein Test Match gegen Argentinien im Estadio GEBA vor der Rekordkulisse von 15.000 Zuschauern und gewannen mit es mit 23:0. Belgrano war die einzige Mannschaft, die einen Versuch gegen die Lions erzielen konnte.

## Spielplan

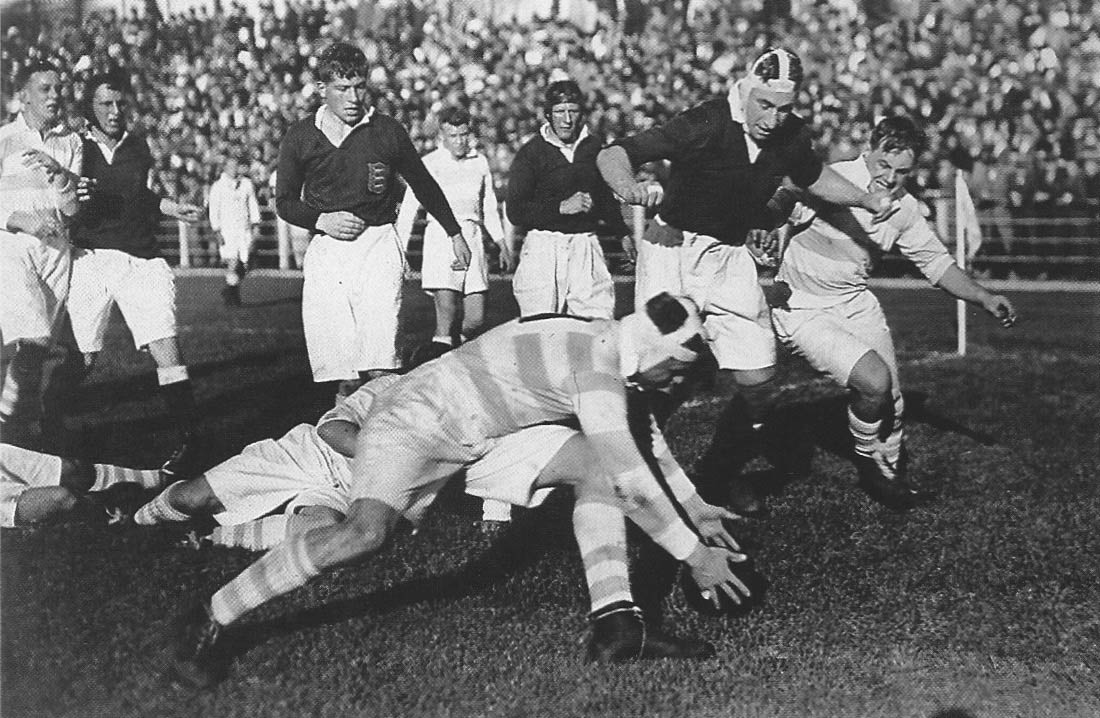
Szene aus dem Spiel der Lions gegen Argentinien

- Hintergrundfarbe grün = Sieg

| #  | Datum           | Gegner                        | Ort          | Stadion      | Ergebnis |
| -- | --------------- | ----------------------------- | ------------ | ------------ | -------- |
| 1  | 15. Juli 1936   | Buenos Aires Football Club    | Buenos Aires | Estadio GEBA | 55:0     |
| 2  | 18. Juli 1936   | Argentinien A                 | Buenos Aires | Estadio GEBA | 27:0     |
| 3  | 22. Juli 1936   | Olivos Rugby Club             | Buenos Aires | Estadio GEBA | 27:3     |
| 4  | 26. Juli 1936   | Argentinien B                 | Buenos Aires | Estadio GEBA | 28:0     |
| 5  | 29. Juli 1936   | Pacific Railway Athletic Club | Buenos Aires | Estadio GEBA | 62:0     |
| 6  | 02. August 1936 | Unión de Rugby del Litora     | Rosario      | Plaza Jewell | 41:0     |
| 7  | 05. August 1936 | Old Georgian Club             | Buenos Aires | Estadio GEBA | 55:6     |
| 8  | 09. August 1936 | Belgrano AC                   | Buenos Aires | Estadio GEBA | 37:3     |
| 9  | 16. August 1936 | Argentinien                   | Buenos Aires | Estadio GEBA | 23:0     |
| 10 | 23. August 1936 | CASI / Hindú / CUBA           | Buenos Aires | Estadio GEBA | 44:0     |

## Kader

### Management
- Tourmanager: Douglas Prentice
- Kapitän: Bernard Gadney

### Spieler
| Spieler             | Position         | Mannschaft                      |
| ------------------- | ---------------- | ------------------------------- |
| Bernard Gadney      | Gedrängehalb     | Leicester Tigers                |
| Paul Cooke          | Verbindungshalb  | Oxford University RFC           |
| Tom Knowles         | Verbindungshalb  | Birkenhead Park FC              |
| Robert Wilson Shaw  | Verbinder        | Glasgow High School             |
| John A’Bear         | Innendreiviertel | Gloucester RFC                  |
| George Hancock      | Innendreiviertel | Birkenhead Park FC              |
| John Selwyn Moll    | Innendreiviertel | Lloyds Bank RFC                 |
| John Talent         | Innendreiviertel | Blackheath FC                   |
| Vesey Boyle         | Außendreiviertel | Dublin University Football Club |
| Alexander Obolenski | Außendreiviertel | Oxford University RFC           |
| Jim Unwin           | Außendreiviertel | Rosslyn Park FC                 |
| Harold Uren         | Schlussmann      | Waterloo FC                     |

| Spieler          | Position             | Mannschaft                |
| ---------------- | -------------------- | ------------------------- |
| Owen Chadwick    | Hakler               | Cambridge University RUFC |
| Charles Beamish  | Pfeiler              | Leicester Tigers          |
| John Brett       | Pfeiler              | Oxford University RFC     |
| Robin Prescott   | Pfeiler              | Harlequins                |
| Thomas Huskisson | Zweite-Reihe-Stürmer | Old Merchant Taylors’ FC  |
| William Weston   | Flügelstürmer        | Northampton Saints        |
| Paul Dunkley     | Nummer acht          | Harlequins                |
| Peter Hobbs      | Nummer acht          | Richmond FC               |
| Jock Waters      | Nummer acht          | Selkirk RFC               |
| P. C. Hordern    | ?                    | Gloucester RFC            |
| D. E. Pratten    | ?                    | Blackheath FC             |